# Mónica Farro
Mónica Patricia Farro Dávila más conocida como Mónica Farro (Montevideo, Uruguay; 28 de febrero de 1976) es una vedete, actriz y playmate uruguaya.

## Biografía
Comenzó su carrera participando en el videoclip "Te aviso, te anuncio", de la cantante colombiana Shakira en 2001, y después, como actriz erótica de la cadena Playboy TV, además de haber sido elegida como Miss Uruguay para Playboy 2004 y Miss Playboy.
Farro también ha desarrollado una carrera como vedette en diferentes espectáculos de revistas, tanto en Uruguay como en Argentina.
En 2022, Mónica debutó en la plataforma para adultos DivasPlay.
En 2023 estuvo invitada como panelista del programa  LAM que conduce Ángel de Brito, siendo convocada nuevamente en 2025, en reemplazo de Marixa Balli.
Actualmente, está en la obra teatral Hermanos en Llamas, junto a Nito Artaza y Sergio Gonal,  producida por Aldo Funes, en el teatro La Casona.

## Vida privada
Estuvo casada con el futbolista Enrique Ferraro durante 15 años y es madre de Diego Ferraro Farro.
En 2018, Farro reveló en una entrevista que a los 19 años se sometió a un aborto debido a razones médicas. Según sus declaraciones, los médicos determinaron que el embarazo no llegaría a término y que presentaba complicaciones relacionadas con un tumor.
El viernes 15 de agosto de 2019, contrajo nuevamente matrimonio con Leandro Herrera, su entrenador físico, con quien estuvo en pareja un año y ocho meses.
En 2024, recibió un diagnóstico de anemia crónica. Según declaraciones brindadas en una entrevista, Farro confirmó que se encuentra bajo tratamiento médico, el cual incluye la administración de hierro durante un período determinado. A pesar de la preocupación generada entre sus seguidores, Farro ha asegurado que su condición no representa un riesgo grave para su salud y que continúa con sus compromisos profesionales sin inconvenientes.

## Trayectoria

### Televisión
| Año       | Título                     | Papel        | Notas                                                 | Canal | Conductor                        |
| --------- | -------------------------- | ------------ | ----------------------------------------------------- | ----- | -------------------------------- |
| 2004-2008 | Playboy TV                 | Ella misma   | actriz erótica                                        |       | Natacha Jaitt José María Muscari |
| 2008      | Bailando por un sueño      | Participante | 32.ª pareja eliminada                                 |       | Marcelo Tinelli                  |
| 2009      | El musical de tus sueños   | Participante | participación especial con Valeria Archimó            |       | Marcelo Tinelli                  |
| 2011      | Bailando por un sueño      | Participante | 16.ª pareja eliminada                                 |       | Marcelo Tinelli                  |
| 2014      | Viviendo con las estrellas | Participante | 10.ª eliminada                                        |       | Marcelo Polino                   |
| 2022      | El hotel de los famosos    | Participante | abandona por una lesión en el pie                     |       | Carolina Ardohain Leandro Leunis |
| 2022      | 100 argentinos dicen       | Participante | participación especial en la versión Especial Famosos |       | Darío Barassi                    |
| 2023      | Bailando por un sueño      | Participante | 8.ª eliminada                                         |       | Marcelo Tinelli                  |
| 2023      | LAM                        | Panelista    | participación especial                                |       | Ángel de Brito                   |
| 2025      | LAM                        | Panelista    | en reemplazo de Marixa Balli                          |       | Ángel de Brito                   |

### Teatro
| Año  | Título                               | Elenco                                                                                           | Rol                         | Lugar                  |
| ---- | ------------------------------------ | ------------------------------------------------------------------------------------------------ | --------------------------- | ---------------------- |
| 2007 | No somos santas                      | Nazarena Vélez, Evangelina Carrozo y elenco                                                      | Contadora                   | Teatro Tabaris         |
| 2008 | Le referi cornud                     | Iliana Calabró, Turco Naim y elenco                                                              | Vedette                     | Teatro Tabaris         |
| 2009 | La fiesta está en el Lago            | Florencia de la V, El Negro Álvarez y elenco                                                     | Vedette estelar             | Teatro del Lago        |
| 2009 | Y ahora la fiesta está en el Tabarís | Florencia de la V, Hernán Piquín y elenco                                                        | Vedette y primera bailarina | Teatro Tabaris         |
| 2010 | Fantástica                           | Carmen Barbieri, Alberto Martín (actor), Daniela Cardone, Santiago Bal, Tristán (actor) y elenco | Vedette y primera bailarina | Teatro América         |
| 2011 | Bravísima                            | Carmen Barbieri, Santiago Bal, Toti Ciliberto y elenco                                           | Vedette y primera bailarina | Teatro América         |
| 2012 | Mortal                               | El Negro Álvarez                                                                                 | Actriz y Vedette estelar    | Teatro Acuario         |
| 2013 | Papanatas 2                          | Jorge Corona, Tristán (actor) y elenco                                                           | Elisa                       | Gira Nacional          |
| 2014 | La noche de las pistolas frías       | Emilio Disi, Cristina Alberó y elenco                                                            | Vedette estelar             | Teatro Astros          |
| 2018 | Poli y +Amor                         | Atilio Veronelli, Brian Buley y elenco                                                           | Vedette estelar             | Teatro Astor           |
| 2020 | Veinte Millones                      | Carmen Barbieri, Alberto Martín (actor), Sol Pérez, Sebastián Almada y elenco                    | Ella misma                  | Teatro Atlas           |
| 2022 | El Juego de Carlos Paz               | Diego Reinhold, Milton Ré y elenco                                                               | Vedette estelar             | Teatro Holiday         |
| 2023 | San Telmo Show                       | Miguel Ángel Cherutti y elenco                                                                   | Vedette estelar             | Teatro Molíère Concert |
| 2023 | El Plan                              | Alejandro Muller, Chiqui Abecasis y elenco                                                       | Bárbara                     | Teatro La Casona       |
| 2024 | Campamento Salvaje                   | Gabriel Almiron, Hernán Figueroa y Silvana García                                                | Lucía                       | Teatro La Casona       |
| 2025 | Hermanos en llamas                   | Nito Artaza, Sergio Gonal, Vanina Escudero y elenco                                              | Melisa (trabajadora sexual) | Teatro La Casona       |